# Менез, Жереми
Жереми́ Мене́з (фр. Jérémy Ménez, французское произношение [ʒeremi menɛz]; 7 мая 1987, Лонжюмо, Франция) — французский футболист, нападающий. Выступал за сборную Франции.

## Карьера

### Клубная
Менез начинал свою карьеру в «Сошо». Первый контракт с клубом он подписал в 16 лет. Дебютировал в Лиге 1 27 августа 2004 года, в матче против «Аяччо».
22 января 2006 года Менез заявил о себе в полный голос, сделав хет-трик в матче против «Бордо», став самым юным автором хет-трика за всю историю Лиги 1. Вскоре он был признан лучшим игроком месяца. Из-за великолепной техники молодого игрока сравнивают с Зиданом.
Сезон 2006/07 Менез начинает уже в составе «Монако». Руководство «монегасков» видело в нём «нового» Людовика Жюли. В этом же году Менез получает вызов в сборную Франции и дебютирует в её составе в матче против сборной Шотландии. Вскоре игроком заинтересовался миланский «Интер», но клубы не сошлись в цене игрока.
В конце августа 2008 года Менез перешёл в «Рому». Свой первый гол за «Рому» Менез забил 6 декабря 2008 года, в матче против «Кьево».
25 июля 2011 года подписал контракт с клубом «Пари Сен-Жермен» сроком на 3 года. Первый гол в чемпионате за ПСЖ забил 28 августа 2011 года в матче третьего тура против Тулузы.
14 июня 2014 года Менез стал игроком «Милана». Стороны подписали контракт, рассчитанный до 30 июня 2017 года. В дебютном матче отличился с пенальти.
1 августа 2016 года «Бордо» на официальном сайте объявил о подписании контракта с полузащитником «Милана» Жереми Менезом. Соглашение рассчитано до лета 2019 года. Французский футболист будет выступать в новой команде под 7-м номером.
9 июня 2017 года перешёл в «Антальяспор». Соглашение Менеза с турецким клубом рассчитано на 3 года.
В январе 2018 года перешёл в мексиканскую «Америку».
27 сентября 2019 года подписал однолетний контракт с клубом «Париж». В июне 2020 года, после конца сезона, Менез покинул столичный клуб и стал свободным агентом.
23 июня 2020 года подписал трехлетний контракт с итальянским клубом «Реджина».

### Международная
Выступал за сборные Франции различных возрастов. В 2010 году из-за дисквалификации некоторых игроков основы взрослой национальной команды был вызван на матч с командой Норвегии и в той же игре он дебютировал в составе «трёхцветных». 5 июня 2010 года в матче против сборной Эстонии забил свой первый гол за сборную. Был вызван на Евро-2012 и уже 15 июня 2012 года во втором матче группового турнира забил первый свой гол на чемпионате Европы в ворота сборной Украины.

## Достижения
Рома
- Кубок Италии: 2008

ПСЖ
- Чемпион Франции: 2013, 2014
- Обладатель Кубка французской лиги: 2013/14